# Sherlock Time
Sherlock Time es una serie argentina de historieta de ciencia ficción que marca un momento especial de sus creadores: el guion es de Héctor Germán Oesterheld; y los dibujos, de Alberto Breccia. Es su primer trabajo juntos.

## Trayectoria editorial
Publicada en el primer número el 5 de diciembre de 1958, en la edición número 5 de la revista Hora Cero Extra. Luego de diecinueve capítulos publicados también en Hora Cero Semanal (dos historias en continuación), deja de aparecer en septiembre de 1959, en el número 13 de Hora Cero Extra. Fue republicada en Europa y luego, en forma completa, en los años '70 en Pif Paf de Ediciones Record. Finalmente Colihue la editó en formato de libro en el año 1995.

## Sinopsis
Julio Luna, jubilado, consigue a precio de ganga una mansión en San Isidro: a pesar de que está descuidada, decide comprarla y refaccionarla. Cuando comienza su tarea se da cuenta de que los dueños anteriores desaparecieron misteriosamente. Pronto comprende que la casa es una trampa tendida por extraterrestres. Un misterioso personaje, Sherlock Time, lo rescata cuándo Luna está siguiendo el fatal destino de los anteriores propietarios. El precio que le impone su salvador, es que le permita habitar en una extraña torre que tiene la mansión. Ya en el primer episodio, Sherlock le cuenta a Luna que la torre es en realidad una cosmonave que él utilizará para sus investigaciones en el espacio. El afortunado jubilado, entre mates y facturas, acompañará al investigador en su periplo al mejor estilo J.H.Watson de Arthur Conan Doyle.

## Temática
Las historias de Sherlock Time transcurren en parte en la localidad bonaerense de San Isidro y alrededores, y en parte en el espacio, a bordo de la torre-cosmonave. En una de sus aventuras, Sherlock es solicitado por Mr. Pumpernikel, un agregado secreto de la embajada de Estados Unidos, para resolver el caso de unas comisiones científicas perdidas en el Campo de las Grietas, en la Antártida.
En las historietas se exponen temáticas como la valentía, la traición, el miedo y la codicia. También se plantea la prioridad de la justicia por sobre la ley, como en el caso del sudario asesino.